# Assais
Assais  (in arabo اسايس‎?) è un centro abitato e comune rurale del Marocco situato nella provincia di Essaouira, regione di Marrakech-Safi. Conta una popolazione di 6 915 abitanti (censimento 2014).